# La Rinconada
La Rinconada é um município da Espanha, situado na província de Sevilha, comunidade autónoma da Andaluzia. No ano de 2008, contava com 35.097 habitantes.